# Flévy
Flévy é uma comuna francesa na região administrativa de Grande Leste, no departamento de Mosela. Estende-se por uma área de 11,58 km². Em 2010 a comuna tinha 555 habitantes (densidade: 47,9 hab./km²).